# Marilia altrocki
Marilia altrocki is een fossiele soort schietmot uit de familie Odontoceridae.